# Boenjewatsen

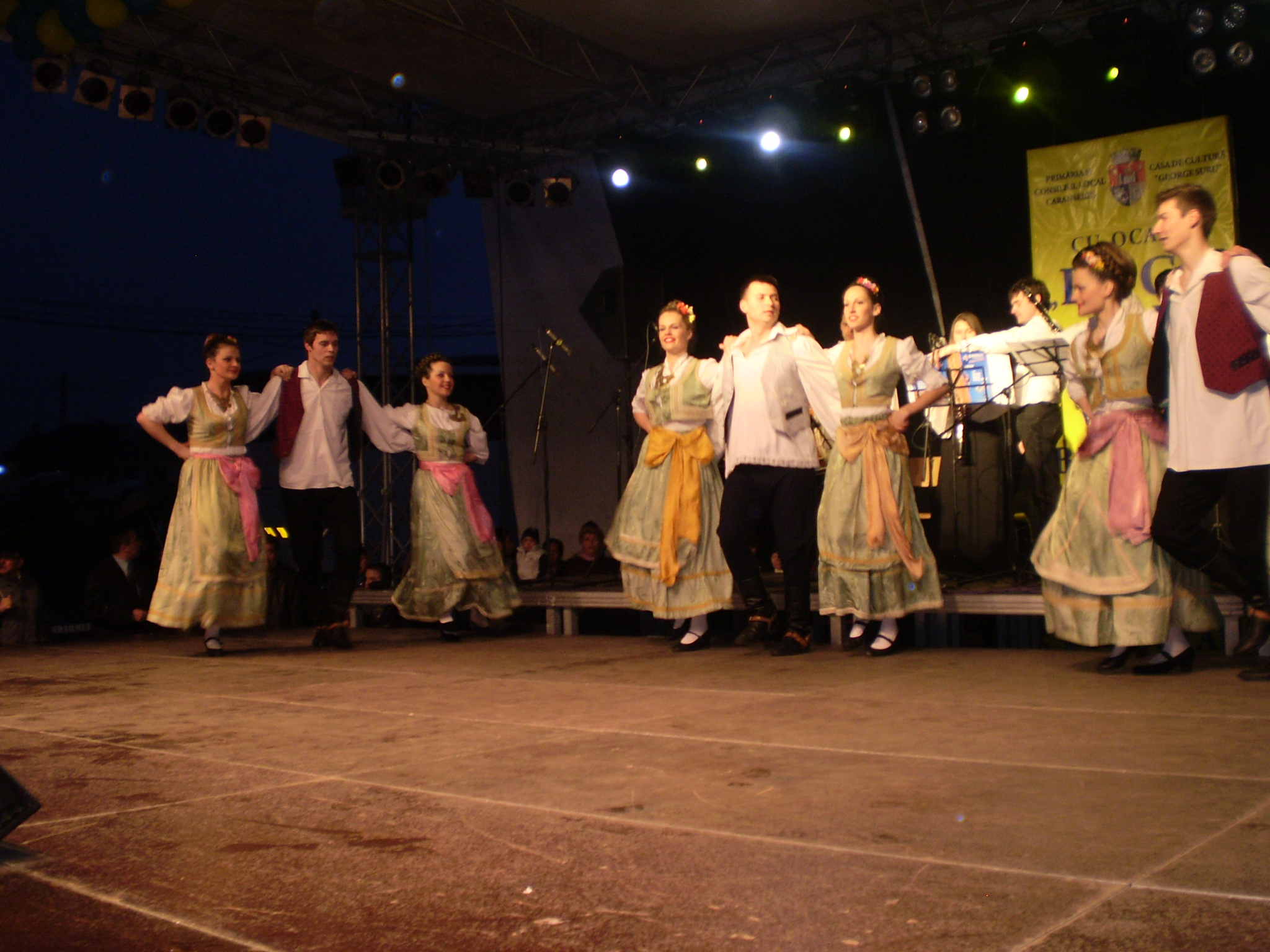
voorstelling in Caransebeș

De Boenjewatsen zijn een Zuid-Slavische etnische groep die vooral leeft in de regio Bačka, in de Servische provincie Vojvodina en in het zuiden van Hongarije rond de stad Baja, en in Kroatië (bijvoorbeeld Senj en omgeving, Oost-Slavonië, West-Srijem). Waarschijnlijk stammen de Boenjewatsen uit het westen van Herzegovina en Dalmatië. Van daaruit trokken ze in de 16e en 17e eeuw naar het pas bevrijde zuidelijke deel van Hongarije. 
Boenjewatsen zijn overwegend rooms-katholiek en spreken hun eigen dialect van de pluricentrische taal Servo-Kroatisch. In de 18e en 19e eeuw vormden ze een belangrijk deel van de bevolking in de regio Bačka maar velen assimileerden tot Hongaren en sommigen namen een Kroatische of Servische identiteit aan. Centrum van de Boenjewatsen is de stad Subotica.